# Gornja Crnišava
Gornja Crnišava (en serbe cyrillique : Горња Црнишава) est un village de Serbie situé dans la municipalité de Trstenik, district de Rasina. Au recensement de 2011, il comptait 403 habitants.

## Démographie

### Évolution historique de la population
| 1948 | 1953 | 1961 | 1971 | 1981 | 1991 | 2002 | 2011 |
| ---- | ---- | ---- | ---- | ---- | ---- | ---- | ---- |
| 682  | 659  | 637  | 561  | 581  | 498  | 430  | 403  |

|  |